# A Tribute to Amália Rodrigues
A Tribute to Amália Rodrigues é uma compilação de homenagem à fadista Amália Rodrigues. Editado em 2004 pela World Connection. Esta compilação reúne vários cantores latinos que interpretam versões da fadista em diferentes estilos musicais.

## Faixas

### CD
1. Introdução – Custódio Castelo
2. Ai Maria – Ciganos D'Ouro
3. Lágrima – Argentina Santos
4. Morrinha – Dany Silva
5. Grito – Jorge Fernando
6. Trago Fados Nos Sentidos – Raul Marques e Os Amigos Da Salsa
7. Tive Um Coraçao Perdi-o – Cristina Branco
8. Se Deixas De Ser Quem És – Terra D'Agua
9. Pinhero Meu Irmão – Carlos Macedo e António Manuel Polarigo
10. Asa De Vento – Vozes da Rádio
11. Filha De Hervas – Ana Moura
12. Amor De Mel, Amor De Fel – V Império
13. Trago Fado Nos Sentidos – Joana Amendoeira
14. Estranha Forma De Vida – Segue-me à Capela
15. O Fado Chora-se Bem – Maria da Fé
16. Quando Se Gosta De Alguém – Ricardo Ribeiro
17. Olha a Ribeirinha – Negros De Luz